# حاملة مروحيات

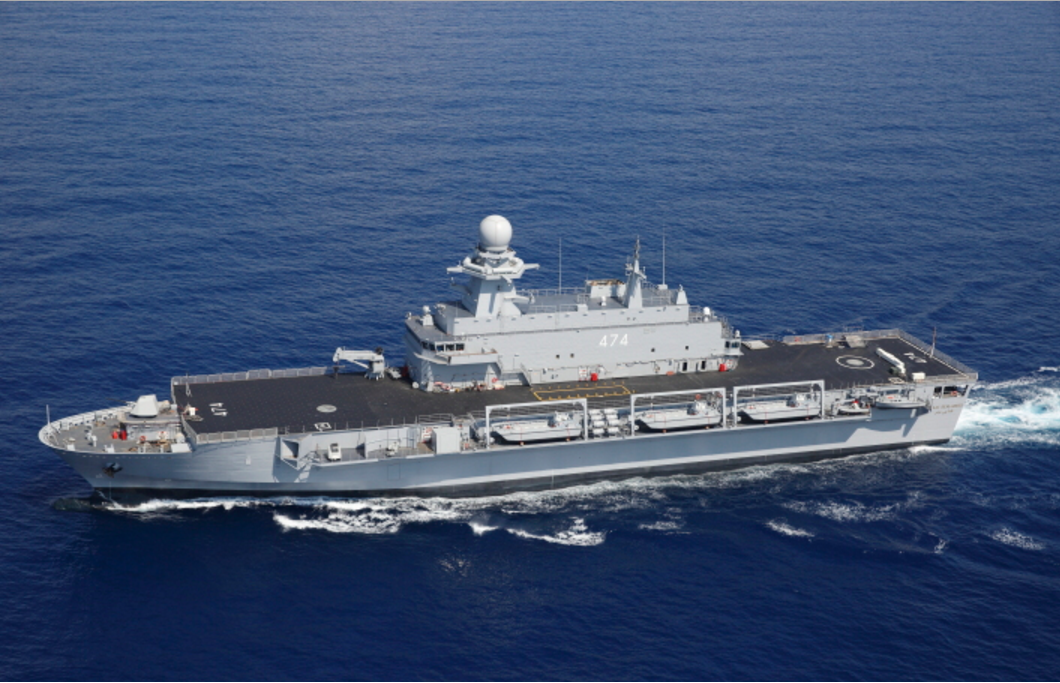
حاملة مروحيات قلعة بني عباس التابعة للبحرية الجزائرية.

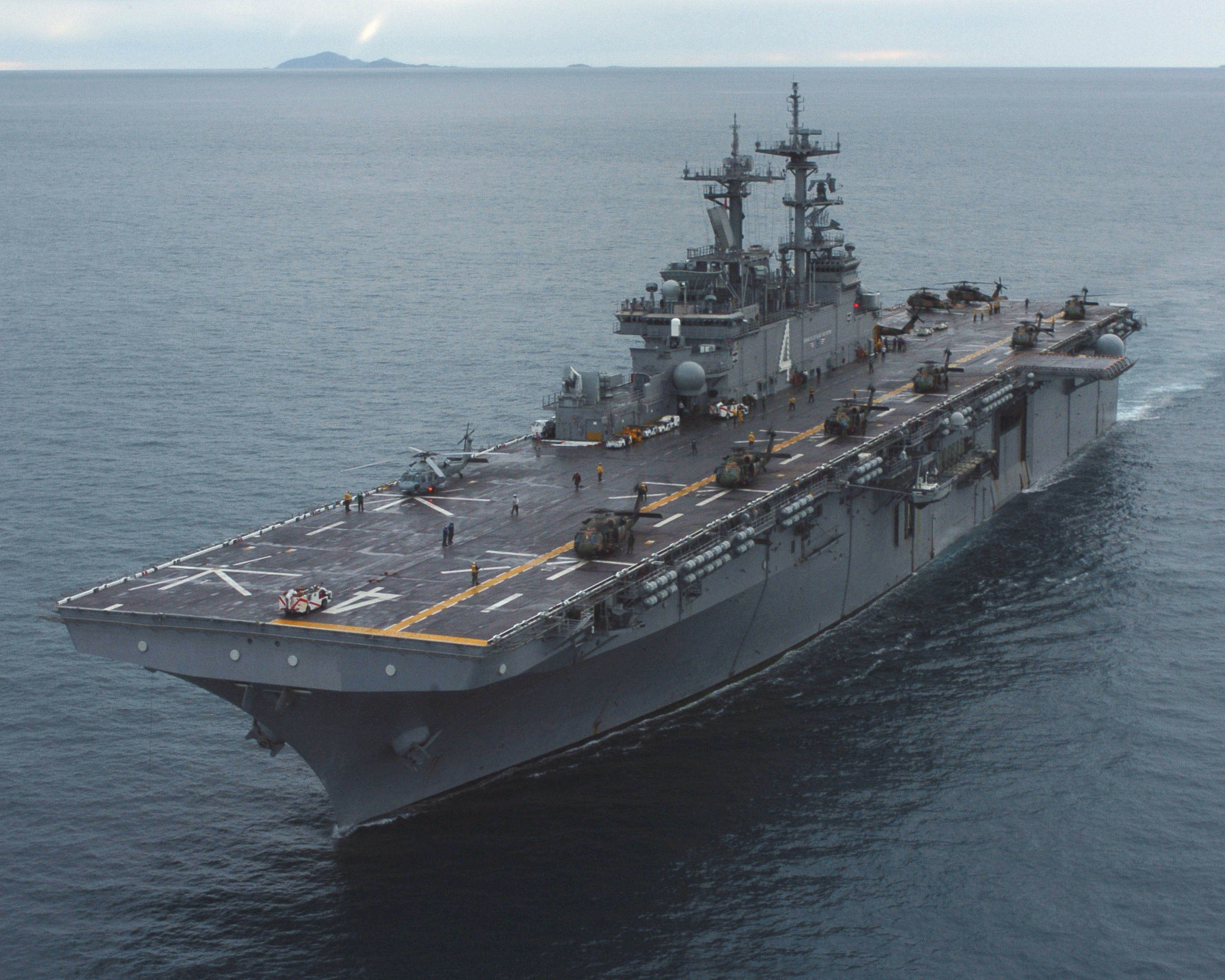
مروحيات إس-70 بلاك هوك الأسترالية تعمل فوق ظهر سفينة الهجوم البرمائية فئة واسب التابعة للبحرية الأمريكية.

حاملة المروحيات هي مصطلح يطلق على حاملة الطائرات التي هدفها الرئيسي هو خدمة المروحيات. هذا المصطلح يطلق أيضًا على حاملة الطائرات المضادة للغواصات، والسفينة الهجومية البرمائية.
حاملة المروحيات يمكنها ان تكون ذات ظهر طويل للطائرات مثل إتش إم إس أوشان (HMS Ocean) أو يمكنها أن تكون ذات ظهر عريض للمورحيات مثل السوفيتية فئة موسكافا أو آر إف إيه آرجس. هذا الأخير أصبح أقل شيوعاً. تكبر مساحات نقاط هبوط المروحيات في حاملات المروحيات ذات الظهر الطويل. فهذا التصميم جعل ظهر الحاملة مثل حظيرة طائرات.
من الصعب إيجاد حاملة مروحيات خالصة أو نقية في القرن الحادي والعشرين. مجيء طائرات الستوفل مثل الهارير جامب جيت جاء بتصنيف ذو حل وسط؛ كمثال حاملة البحرية الأمريكية فئة واسب تحمل 6 أو 8 طائرات هارير بالإضافة إلى 30 مروحية. فقط الحاملات الصغيرة غير قادرة على تشغيل الهارير، والحاملات قبل حقبة الهارير هي بصدق حاملات المروحيات الخالصة أو النقية.
في كثير من الأحيان، الحاملات التي تستطيع أن تشغل طائرات الستوفل هي حاملة طائرات خفيفة، أما السفن الأخرى مثل فئة واسب التي يمكنها تشغيل طائرات الستوفل بالإضافة إلى قدرتها على حمل قوات برية مثل قوات مشاة البحرية الأمريكية وتنزيلهم على الشواطيء فهي سفينة هجومية برمائية.
إتش إم إس هيرمس (HMS Hermes) وأختاها الإثنين الأخرى ات التي يمكنهما حمل 22,000 طن حولوا إلى حاملات مروحيات فقط «كحاملات كوماندو». مؤخراً حولت هيرمس إلى حاملة طائرات ستوفل.

## حاملات مروحيات

### حاملات مروحيات في الخدمة
- إتش إم إس أوشن (البحرية الملكية البريطانية)
- جينيه دي آرد (البحرية الفرنسية) والتي سوف تدشن في عام 2010.
- سفينة هجومية برمائية فئة تاروا (البحرية الأمريكية)
- سفينة هجومية برمائية فئة واسب (البحرية الأمريكية)
- مدمرة المروحيات فئة هويجا (قوة الدفاع الذاتي البحرية اليابانية) والتي دشنت في 18 مارس 2009، والثانية تحت البناء.

### حاملات المروحيات المتقاعدة
- يو إس إس أيو جيما (البحرية الأمريكية)، وهي السفينة القائدة للفئة أيو جيما.
- إتش إم إس بولوارك، إتش إم إس ألبون، وهما حاملاتان للمروحيات في فترة 1960 إلى 1980.
- فئة موسكفا (البحرية السوفيتية).
- فئة فيتوريو فينيتو (البحرية الإيطالية).

### حاملات المروحيات التي تحت الإنشاء
- سفينة هجومية برمائية فئة أمريكا (البحرية الأمريكية)
- حوض هبوط المروحيات فئة كانبرا (البحرية الملكية الأسترالية).